# Pierre Richard Bruny
Pierre Richard Bruny (ur. 6 kwietnia 1972) – haitański piłkarz występujący na pozycji obrońcy. Zawodnik klubu Don Bosco FC.

## Kariera klubowa
Bruny karierę rozpoczynał w 1992 roku w zespole Don Bosco FC. W 2001 roku przeszedł do klubu Joe Public FC z Trynidadu i Tobago. W tym samym roku zdobył z nim Puchar Trynidadu i Tobago. W 2003 roku wrócił do Don Bosco FC. W sezonie 2003 wywalczył z nim mistrzostwo fazy Ouverture (sezon otwarcia).

## Kariera reprezentacyjna
W reprezentacji Haiti Bruny zadebiutował w 1998 roku. W 2000 roku po raz pierwszy wziął udział w Złotym Pucharze CONCACAF. Zagrał na nim w meczach ze Stanami Zjednoczonymi (0:3) i Peru (1:1), a Haiti odpadło z turnieju po fazie grupowej.
W 2002 roku zagrał w trzech pojedynkach Złotego Pucharu CONCACAF: z Kanadą (0:2), Ekwadorem (2:0) i Kostaryką (1:1, 1:2 po dogrywce). Haiti dotarło w tamtym turnieju do ćwierćfinału.
W 2007 roku Bruny znowu znalazł się w drużynie na Złoty Puchar CONCACAF. Wystąpił na nim w spotkaniach z Gwadelupą (1:1), Kostaryką (1:1) oraz Kanadą (0:2, czerwona kartka). Z tamtego turnieju Haiti odpadło po fazie grupowej.
W 2009 roku Bruny raz czwarty powołany do kadry na Złoty Puchar CONCACAF. Zagrał na nim w meczach z Hondurasem (0:1), Grenadą (2:0), Stanami Zjednoczonymi (2:2) i Meksykiem (0:4), a Haiti zakończyło turniej na ćwierćfinale.